# Eolomea
Eolomea es una película de ciencia ficción producida por la DEFA en el año 1972, dirigida por Herrmann Zschoche. La obra se basa en un guion de Angel Wagenstein. Es una producción de la República Democrática Alemana, la Unión Soviética y Bulgaria. Se estrenó en el Cine Internacional de Berlín el 21 de septiembre de 1972, y en el resto de salas el día siguiente. Se rodó con película ORWO en formato 70 mm.

## Argumento
Ocho naves espaciales desaparecen en las cercanía de la estación espacial Margot. La profesora Maria Scholl junto con el consejo mayor ordena la prohibición de vuelo al resto de naves espaciales. Sin embargo, una nave escapa de la Tierra y se pierde la comunicación con la nave espacial.